# Remy Sandoy
Remy Sandoy (* 13. Dezember 1992 in Auckland) ist ein neuseeländischer Eishockeyspieler, der seit 2017 erneut für die West Auckland Admirals in der New Zealand Ice Hockey League spielt.

## Karriere
Remy Sandoy begann seine Karriere bei den West Auckland Admirals in seiner Geburtsstadt. In der Spielzeit 2010 kam er zu ersten Einsätzen in der New Zealand Ice Hockey League und wurde mit dem Team neuseeländischer Vizemeister. Anschließend wechselte er auf die Südinsel zu Dunedin Thunder, mit dem er 2014 erneut die Vizemeisterschaft feiern konnte. Nach diesem Erfolg kehrte er für ein Jahr nach Auckland zurück. Für die Spielzeit 2016 wurde er von den Sydney Ice Dogs aus der Australian Ice Hockey League verpflichtet, wo es ihn jedoch auch nur ein Jahr hielt. Nachdem er 2017 erneut in Auckland für die Admirals spielte, steht er seit 2018 beim Lokalrivalen Botany Swarm unter Vertrag.

### International
Für Neuseeland nahm Sandoy im Juniorenbereich an den U18-Junioren-Weltmeisterschaften der Division III 2008, 2009 und 2010 sowie der U20-Weltmeisterschaften 2012, als er gemeinsam mit dem Isländer Ólafur Björnsson Topscorer und gemeinsam mit dem Chinesen Zheng Canji Torschützenkönig des Turniers war, ebenfalls in der Division III teil.  
Sein Debüt in der Herren-Nationalmannschaft gab Sandoy bei der Weltmeisterschaft 2015 in der Division II, in der er auch 2016 und 2017 spielte.

## Erfolge und Auszeichnungen
- 2010 Aufstieg in die Division II bei der U18-Weltmeisterschaft der Division III, Gruppe B
- 2012 Topscorer und Torschützenkönig bei der U20-Weltmeisterschaft der Division III

## Statistik
(Stand: Ende der Saison 2019)